# The Sum of Us
The Sum of Us è un'opera teatrale del drammaturgo australiano David Stevens, debuttata a New York nel 1990.

## Trama
La commedia segue la ricerca dell'anima gemella del vedovo Harry e del ventiquattrenne figlio gay Jeff. Harry ama e supporta il figlio, incoraggiandolo nella ricerca del principe azzurro: gli rivela anche che sua madre, la nonna di Jeff, era lesbica. Il nuovo ragazzo di Jeff, Greg, vive in una situazione disperatamente opposta e deve nascondere la propria sessualità dal padre omofobo: il segreto del ragazzo non rimane tale per lungo e il padre, una volta scoperto l'orientamento sessuale del figlio, lo caccia di casa e Greg rompe con Jeff. Anche Harry ha trovato qualcuno, la divorziata Joyce, ma la donna non ha grande simpatia per gli omosessuali e rimane sconvolta quando trova una rivista gay nella camera di Jeff. Vittima di un colpo apoplettico, Harry finisce in sedia a rotelle e non riesce più a parlare, ma Jeff lo cura amorevolmente. Un giorno, mentre porta Harry a fare un giro, Jeff incontra Gregg e i due decidono di riprovarci.

## Produzioni
The Sum of Us debuttò al Cherry Lane Theatre dell'Off Broadway il 16 ottobre 1990 e la piece rimase in cartellone per 335 repliche, vincendo l'Outer Critics Circle Award per la migliore opera teatrale. Tony Goldwyn interpretava Jeff, Richard Venture Harry. La prima australiana dell'opera andò in scena al Wharf Studio Theatre di Sydney nel 1992, con Peter Phelps nel ruolo di Jeff.

## Adattamento cinematografico
Nel 1994 i registi Geoff Burton e Kevin Bowling hanno curato l'adattamento cinematografico del dramma, Tutto ciò che siamo, con Davis Stevens che curò la sceneggiatura. Jack Thompson e Russell Crowe interpretarono Harry e Jeff Mitchell.